# Geering & Sons
T. Geering & Sons war ein britischer Automobil- und Motorenhersteller, der von 1899 bis 1904 in Rolvenden (Kent) ansässig war. Neben Stationärmotoren stellte man auch ein Automobil her.
Der Geering war ein grobschlächtiges Auto und wurde von einem Zweizylinder-Reihenmotor mit 3 hp angetrieben, der mit Paraffin betrieben wurde. Über eine Kette wurde die Motorkraft an die Hinterräder weitergeleitet.

## Quelle
- David Burgess Wise: The New Illustrated Encyclopedia of Automobiles.